# Ethnologue
Ethnologue («Этно́ло́г»; полное название — Ethnologue: Languages of the World — «Этнолог: Языки мира») — наиболее известный справочник по языкам мира, разрабатываемый и выпускаемый организацией SIL International (ранее известной как Summer Institute of Linguistics — «Летний институт лингвистики») в печатном и электронном виде.

## История и деятельность
Долгое время главным редактором «Этнолога» была Барбара Граймс (Barbara F. Grimes), занимавшая эту должность с 1971 по 2000 год; затем главным редактором стал Рэймонд Гордон (Raymond G. Gordon, Jr.). Барбара Граймс умерла 1 марта 2014 года; Рэймонд Гордон жив до сих пор (данные на 2019 год).
Начиная с 2015 года (с 18-го издания) новое издание «Этнолога» выходит ежегодно и приурочено к Международному дню родного языка (21 февраля). 23-е издание «Этнолога», выпущенное в 2020 году, содержит сведения по 7117 живым языкам мира. О каждом языке приводится краткая информация: варианты названия, число носителей, ареал, диалектный состав, классификация и прочее. Кроме того, для большинства стран даются лингвистические карты, качество которых сильно варьируется. Также «Этнолог» выпускает дайджесты стран, где говорят на более чем восьми языках, печатает книги.
Чтобы смотреть карты, индивидуальные для каждого языка, требуется платная подписка. Карты для регионов можно смотреть бесплатно, но их можно также купить и распечатать.
«Этнолог» использует специальную шкалу для определения нынешнего положения языка — находится он в безопасности или вымирает. В шкале есть пять категорий использования для живых языков, и одна для языков, на которых перестали говорить с 1950 года и далее. Цвета этих категорий языков по использованию, сверху вниз:
- Фиолетовый — институциональные[прояснить] языки, которые используются практически везде в образовании, на работе, телевидении, радио и органами власти.
- Синий — развивающиеся языки, на них говорят тоже все, но они используются не везде.
- Зелёный — энергичные языки, также использующиеся всеми поколениями, однако остающиеся в тени более известных языков.
- Жёлтый — языки в беде. На них продолжают говорить, но начинается языковой сдвиг — процесс, когда на языке говорит всё меньше молодёжи и детей и он начинает вымирать.
- Красный — умирающие языки, на которых говорят только люди старше детородного возраста.
- Чёрный — языки, вымершие начиная с 1950 года и далее.

На данный момент выпущено 23 издания «Этнолога». Самое последнее издание вышло в 2020 году. Шкала «Этнолога» также разделяется на одиннадцать подкатегорий. Указанная выше шкала перестала использоваться в 2019 году или в 2020 году, и вместо неё теперь используется шкала с меньшим количеством категорий и подкатегорий.
Первое издание «Этнолога» было выпущено в 1952 году и включало информацию лишь о сорока языках. В 23-м издании 2020 года содержалась информация уже о 7117 языках.
Кроме шкалы безопасности языка в «Этнологе» есть ещё одна шкала, которая совмещает первую шкалу и количество говорящих. Суть шкалы заключается в том, что точки, которые окрашены в зависимости от расположения языка в первой шкале, указывают также количество говорящих в коэффициенте с подгруппой языка, в которой данный язык находится. Если количество говорящих неизвестно, то вместо точки ставится вопросительный знак, который окрашен по такому же принципу, что и точка для языков, чьё число говорящих известно.
В каждом издании «Этнолога» совершаются тысячи индивидуальных изменений для тысяч языков мира: например, в 22-м издании «Этнолога» было сделано более 20 000 изменений, и как минимум в ещё двух изданиях «Этнолога» (не включая 22-е) было сделано в каждом более 20 000 изменений. В 19-м издании было больше 19 000 изменений.

## Код SIL
В 1984 году в «Этнологе» впервые была использована разработанная SIL система индексов, названная кодом SIL (SIL code), для однозначной идентификации языков (но не диалектов или языковых групп). Изначально эти индексы разрабатывались независимо от других систем языковых идентификаторов, однако в 2002 году эта система была выбрана Международной организацией по стандартизации (ISO) для разработки международной системы языковых кодов, совместимой с предыдущими стандартами ISO (ISO 639-1 и ISO 639-2). Эта система, названная ISO 639-3, используется, в частности, в само́м «Этнологе» (с 15-го издания) и включает 7467 индексов. Каждый индекс состоит из трёх строчных (до 2002 года — заглавных) букв латинского алфавита. Часто буквы индекса соответствуют названию языка, однако ввиду понятных ограничений, накладываемых количеством букв, это не всегда так.

## Структура работы; объём сведений для каждого языка
Хотя в данной работе и используется генетическая классификация языков, основная часть книги построена по политико-географическому принципу: разделами являются страны, а далее перечисляются статьи о языках в алфавитном порядке. Один язык может встречаться несколько раз (одна из стран тем не менее считается основной для языка). Для каждого языка указывается его место в классификации языков, которая целиком приводится в качестве приложения. Генетическая классификация языков доходит только до уровня надёжно реконструируемых объединений: например, количество объединений в Америке достигает 60, а в остальной части мира их всего 34. При этом большое количество языков попадает или в группу изолированных, или в группу неклассифицированных языков.
Основная часть «Этнолога» организована по странам (всего 228 стран). Для каждой страны сначала приводится краткая справка:
- население страны;
- полное официальное название по-английски и на официальном языке данной страны;
- столица;
- площадь;
- уровень грамотности;
- список языков иммигрантов с числом носителей в данной стране (сюда включаются также языки, для которых известно только число носителей, если более подробная информация о них даётся под другой страной);
- степень точности данных для всей страны (в основном относительно взаимопонятности и проверки информации лингвистами) по четырёхбалльной шкале;
- основные религии;
- количество слепых и глухих и количество учреждений для них;
- общее число языков (не включая языки иммигрантов), в том числе число живых, мёртвых и употребляемых только в качестве второго языка.

Затем перечисляются языки, для каждого из которых даются следующие краткие сведения:
- основное название,
- трёхбуквенный идентификационный код в квадратных скобках;
- варианты названий в скобках (заглавными буквами);
- число носителей, в том числе монолингвов, билингвов, и тех, для кого это второй язык;
- источники сведений;
- число носителей в других странах, число носителей во всех странах;
- примерная территория распространения;
- классификация;
- список диалектов с вариантами названий (заглавными буквами);
- дополнительная социолингвистическая информация;
- СМИ и литература;
- образование и грамотность;
- степень взаимопонятности между диалектами;
- тип письменности;
- официальный статус языка;
- краткая типологическая характеристика грамматики (как правило, базовый порядок слов);
- наличие шрифта Брайля;
- основная религия;
- наличие перевода Библии.

Впрочем, для многих языков значительная часть информации может отсутствовать.
Названия групп языков даются так, как они сложились в лингвистической традиции, основываясь прежде всего на энциклопедии The Oxford University Press International Encyclopedia of Linguistics (1992) под редакцией Уильяма Брайта, а также на более поздних изысканиях в этой области.

## Язык или диалект
В предисловии к «Этнологу» говорится о разном понимании терминов «язык» и «диалект» как среди носителей, так и среди лингвистов. Сами авторы, исходя из целей составления этого справочника (вспомогательное пособие для переводчиков Библии на другие языки), стремятся подавать как отдельные языки те идиомы, носители которых с трудом могут читать или говорить на другом идиоме, не изучая его специально, то есть авторы исходят из критерия взаимопонятности. Кроме того, во внимание принимаются и некоторые социолингвистические факторы, например отношение к другому языку, самоидентификация носителей и другие.

## Таксоны и названия языков
В «Этнологе» не используется никаких таксонов, кроме терминов «язык» и «диалект». Названия групп языков в «древесном» изображении ГКЯ (в «Приложении») даются без сопроводительного таксона и различаются лишь величиной абзацного отступа.
Языком описания в «Этнологе» является английский, так что и все названия языков и групп языков даются по-английски. При этом одно из английских названий выбирается в качестве основного, другие же приводятся рядом в скобках.
Для каждого языка (и в меньшей степени диалекта) в скобках после основного названия приводятся альтернативные названия по-английски и иногда автолингвонимы и названия на других языках. Все они обычно никак не разграничиваются. Названия, несущие оскорбительный оттенок, ставятся в кавычки. В самом тексте иногда приводится название этнической группы, если оно сильно отличается от названия языка. Все названия даются только в латинском шрифте с небольшим набором диакритик (в основном используемых в западно-европейских алфавитах). Другие письменности не используются.

## Включение мёртвых, искусственных языков, пиджинов, жестовых языков
Помимо генетических объединений языков, в Указателе языковых семей есть дополнительный раздел «Языки, представляющие специальный интерес», где приводятся списки изолированных и неклассифицированных языков; пиджинов и креольских языков; жестовых языков; а также такие категории, как «еврейские» и «цыганские» языки.
Принадлежность ко всем этим категориям указывается в статьях соответствующих языков вместо генетической принадлежности (кроме еврейских и цыганских, которые указываются дополнительно к ней).
В «Этнолог» включаются те мёртвые языки, которые вымерли лишь недавно или занимают особое место внутри своей семьи, или если на них есть перевод Священного Писания. Мёртвые языки не включаются в общую статистику, однако ни их список, ни их число нигде не приводится. 